# 門野博
門野博（かどのひろし、1945年 - ）は、日本の裁判官。東京高裁部総括判事などを務めた後、2010年に退官した。元法政大学大学院法務研究科教授。

## 経歴
- 1970年　東京地裁判事補
- 1973年　東京簡裁判事、東京地裁判事補、姫路簡裁判事、神戸地方・家庭裁判所姫路支部判事補
- 1976年　千葉簡裁判事、千葉地方・家庭裁判所姫路支部判事補
- 1977年　千葉地裁判事補
- 1979年　横手簡裁判事、横手地方・家庭裁判所横手支部
- 1980年　秋田地方・家庭裁判所横川支部判事、秋田地方・家庭裁判所湯沢支部判事
- 1982年　東京地裁判事、東京簡裁判事
- 1985年　松山地方・家庭裁判所西条支部長、西条簡裁判事
- 1988年　横浜簡裁判事、横浜家裁判事
- 1991年　新潟地方・家庭裁判所長岡支部判事、長岡簡裁判事
- 1992年　新潟地方・家庭裁判所長岡支部長
- 1995年　東京高裁判事
- 1998年　浦和地方・家庭裁判所越谷支部長、越谷簡裁判事
- 2000年　札幌高裁部総括判事
- 2002年　函館地方・家庭裁判所所長
- 2003年　札幌地裁所長
- 2006年　名古屋高裁部総括判事
- 2008年　東京高裁部総括判事
- 2010年　定年退官
- 2015年　瑞宝重光章受章。

## 担当訴訟
- 2006年、名張毒ぶどう酒事件の死刑囚・奥西勝（2015年に獄死）の再審請求審において検察側の異議申し立てで再審開始決定を取り消す決定をし、翌年、東京高裁の裁判長に栄転。 ちなみに、同事件において前年の2005年に死刑執行停止と再審請求を認める決定を下した小出錞一裁判官は、決定後に辞職している[1]。日本の裁判所においては再審請求が認められる事件は年平均わずか2 - 3件程度と極めて稀であり[2]、日本の再審制度は公正さや適正さが制度的に担保される仕組みとなっていないと言われている[3]。
- 城丸君事件において犯人に殺意はなく、致死罪は公訴時効が成立しているとして一審の無罪判決を支持。その後、検察は上告せずに無罪判決が確定した。
- ルーシー・ブラックマン事件の被告人に対する控訴審で当事件における全面無罪を言い渡した一審判決を破棄し、一部有罪の逆転有罪判決を下した。被告人は上告するも最高裁で一部有罪が確定した。

## 著書
- 刑事裁判ノート（裁判員裁判への架け橋として） （1）～（10)
- 「黙秘権の行使と事実認定」『刑事事実認定の基本問題』所収、成文堂出版